# Solsona (Philippines)
Pour les articles homonymes, voir Solsona.
Solsona est une municipalité de la province d’Ilocos Norte, aux Philippines.